# Repnica
Repnica je jama, skopana v kremenčev pesek, ki služi kot kmetijski objekt za shrambo pridelkov. Ime je dobila po repi, ki je bila eden izmed glavnih kmetijskih pridelkov. Repnice so značilne za območje Bizeljskega gričevja, natančneje vasi krajevnih skupnosti Bizeljsko, Pišece in Globoko v Občini Brežice. Območje, primerno za izkop, je veliko vsega kakih 8 kvadratnih kilometrov. Tu se namreč nahajajo peščene naplavine, ki so ostanek nekdanjega Panonskega morja izpred več milijonov let. Kmetje so tako pri kopanju repnic pogosto naleteli tudi na fosilizirane školjke. Nekdaj je obstajalo kakih 200 repnic, danes pa jih je še kakih 100.
Repnice imajo stalno temperaturo približno 8 °C in visoko vlago med 80 in 95 %. Kot take so primerne za shrambo poljščin, kot so repa, krompir, korenje, in tudi sadja – predvsem jabolk. Ljudje pripovedujejo, da so jabolka, shranjena v repnicah, ohranila svežino in čvrstost vse do naslednje sezone. Danes se uporabljajo tudi za shranjevanje vina, vendar le-tega hranijo v steklenicah ali nerjavečih cisternah, saj leseni sodi zaradi velike vlage v prostoru niso primerni za shranjevanje.

## Nastanek
Čas začetka nastajanja repnic ni natanko znan, so pa najstarejše še obstoječe iz prve polovice 19. stoletja. Nastale so tako, da so kmetje gričevnatih kmetij v peščeno vzpetino skopali rov, ki so ga v notranjosti razširili v prostor. Vhod je bilo treba nujno obzidati in zaščititi z vrati, saj se je sicer zaradi dolgotrajne izpostavitve vremenskim pojavom začel krušiti. Rove (hodnike) in prostore so pogosto skopali tako, da je bil strop »obokan«. Največja prednost gradnje je ta, da kmetje niso rabili nobenega gradbenega materiala, saj je pesek zaradi zbitih skladov zelo čvrst in obstojen. Pri delu so si pomagali s krampom, lopato in samokolnico, s katero so odvažali nakopani pesek ven. Po pripovedovanju kmetov dobi pesek, ki je sprva zbit, pri kopanju skorajda dvakratni volumen. Krampe so morali vsaki dan poklepati, saj se pri kopanju tako obrusijo, da so brez tega neuporabni. Ko so bili prostori oblikovani, so za zgladitev sten in stropov uporabili posebno strgalo – kovinsko orodje s širokim trikotnim rezilom.

## Turistične repnice
Nekaj repnic je danes odprtih tudi za turiste. Spadajo med največje in najbolj urejene. Domačini ob ogledu pripravijo tudi degustacijo domačih vin in postrežejo z domačimi specialitetami. Mednje spadajo:
- Repnica pri Balonu, Brezovica na Bizeljskem 33. Repnica je sestavljena iz sistema rovov, ki so povezani s staro hišo, z vinskim hramom, in segajo tudi v bližnji hrib pod vinogradi. Rove so med drugo svetovno vojno izkopali fantje družine Ogorevc, ki se je v tistem času na domačijo priselila iz Brežic, v bojazni, da bodo morali v izgnanstvo v Nemčijo. Tako so si tu ustvarili dobro skrivališče.[1] Neki partizan, ki so mu okupatorji sledili, je ušel čez vrata omare v stari hiši, od koder je prišel v repnico, od tam naprej pa v hribu ven na svobodo.
- Repnica Graben, Kumrovška 6, Bizeljsko. Trinivojska repnica spada med največje in najgloblje, saj je bila izkopana do globine 12,5 metra pod površje. Narejena je bila v letih 1992–1993. Med delom so odpeljali kar 600 m³ peska in pri kopanju našli tudi školjke, ostanke rib, trilobite in celo premog. S temperaturo med 6–9 °C repnica služi predvsem shranjevanju kakovostnih domačih vin.
- Repnice pri Kelherju, Brezovica na Bizeljskem 31. Ena najstarejših repnic nosi letnico 1825, druga je bila izkopana leta 1927, tretja še novejša, pa se nahaja pri grajskih ribnikih.
- Repnice pri Kovačiču, Brezovica na Bizeljskem 29. Nekdaj so uporabljali tri repnice, sedaj pa uporabljajo novo, izkopano konec 90. let, v kateri shranjujejo vino ter domače sorte jabolk, kot so mušanka, bobovec in kanada, ki ohranijo svojo svežino vse do meseca maja.
- Repnica pri Najgerju, Brezovica na Bizeljskem 32. Sestavljena je iz šestih prostorov skupne površine 230 m², od katerih je bil zadnji izkopan leta 2002. Pri delu so obrabili 9 krampov.[1] Naplavine peska na tem območju sicer segajo tudi do 50 metrov globoko. V letu 2015 je repnico obiskalo približno 10.000 obiskovalcev.[5]
- Repnice Pudvoji, Stara vas - Bizeljsko 89. Dve repnici Turistične kmetije Pudvoji sta bili urejeni po nakupu zapuščene kmetije leta 1990. Takrat so morali na novo utrditi vhoda vanjo. Tretja repnica je bila skopana leta 2000 in je povezana s kletnimi prostori. Vse tri se uporabljajo za skladiščenje in zorenje domačih vin.[3]